# Südostasienspiele 2005/Arnis
| XXXIII. SEA Games     | XXXIII. SEA Games |
| --------------------- | ----------------- |
|                       |                   |
| Name der Disziplin    | Arnis             |
| Teilnehmende Nationen | 4                 |
| Eröffnung             | 1. Dezember 2005  |
| Beendet               | 4. Dezember 2005  |

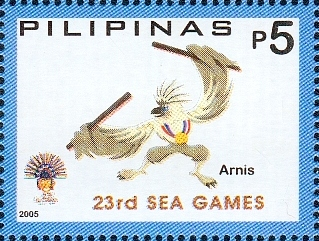
Briefmarke anlässlich der Südostasienspiele im Jahr 2005.

Das Arnis Turnier der 23. Südostasienspiele fand zwischen dem  1. und 4. Dezember 2005 in der Emilio Aguinaldo Fachhochschule in Ermita, Manila statt. Dort wurde auch das Wushu Turnier ausgetragen. Zum ersten Mal seit 1991 wurde Arnis wieder bei den Südostasienspielen als Disziplin ausgeführt. In dieser Disziplin gewann Osttimor zum ersten Mal eine Medaille in einem internationalen Wettkampf.
Sechs Goldmedaillen wurden an Teilnehmer des Vollkontaktturniers bei den Männern und Frauen vergeben.
| Medaillenspiegel |             |   |   |   |
| Platz            | Land        | G | S | B |
| 1                | Philippinen | 3 | 3 | 0 |
| 2                | Vietnam     | 3 | 3 | 0 |
| 3                | Kambodscha  | 0 | 0 | 2 |
| 4                | Osttimor    | 0 | 0 | 3 |

## Teilnehmende Nationen
| Nation            | Athleten bei Anyo (Formen) | Athleten bei Vollkontakt | Insgesamt |
| ----------------- | -------------------------- | ------------------------ | --------- |
| Kambodscha (CAM)  | 3                          | 0                        | 3         |
| Philippinen (PHI) | 8                          | 2                        | 10        |
| Osttimor (TLS)    | 2                          | 0                        | 2         |
| Vietnam (VIE)     | 8                          | 2                        | 10        |

## Medaillen Zusammenfassung

### Forms Events
| Event                 | Gold                                                         | Silver                                                   | Bronze                                       |
| --------------------- | ------------------------------------------------------------ | -------------------------------------------------------- | -------------------------------------------- |
| Einzel-Anyo (Männer)  | Nguyen Quang Tung ( Vietnam)                                 | Regie Sanchez ( Philippinen)                             | Phann Piset ( Kambodscha)                    |
| Einzel-Anyo (Frauen)  | Nguyen Thi My ( Vietnam)                                     | Mylen Garson ( Philippinen)                              | Francisca Valera ( Osttimor)                 |
| Gruppen-Anyo (Männer) | Philippinen Peter Kevin Celis Glenn Llamador Nathan Ben Dom  | Vietnam Tran Thanh Tung Nguyen Thanh Tung Tran Duc Nghia | Kambodscha Phann Piseth Lay Rayon Yeuth Meth |
| Gruppen-Anyo (Frauen) | Philippinen Rochelle Quirol Catherine Ballenas Aireen Parong | Vietnam Nguyen Thi Ha Vu Thi Thao Nguyen Thi Loan        | Keine Medaillengewinner                      |